# Vicente Aranda (militar)
General Vicente Aranda fue un militar mexicano que participó en la Revolución mexicana. 

## Zapatismo
Nació en la Hacienda de Cauchichinola, cerca de Mazatepec, en Morelos. Se incorporó a las fuerzas zapatistas en marzo de 1911, bajo las órdenes del General Lorenzo Vázquez Herrera, y participó en las Tomas de Jojutla y de Tlaquiltenango a finales de marzo de 1911. Al triunfo del maderismo estuvo en el licenciamiento de las tropas zapatistas en Cuernavaca donde se le reconoció su grado, pero luego secundó a Emiliano Zapata y al Plan de Ayala al romperse las relaciones con Francisco I. Madero. Participó en la acción del 2 de septiembre de 1911, cuando Emiliano Zapata fue sorprendido en la Hacienda de San Juan Chinameca por los “colorados” de Ambrosio Figueroa Mata que intentaban matarlo. En esta ocasión, se dividieron 200 hombres por la cañada de Santa Rita y otros 200 por la Herradura para lograr el contraataque. En este hecho, sólo resultaron muertos tres zapatistas y 62 colorados. Emiliano Zapata salió a pie, pues su caballo con el estruendo de los balazos se extravió y luego se lo llevó Enrique Morales como trofeo.

## Vida política
Aranda permaneció en el Ejército Libertador del Sur hasta 1920, cuando el gobierno de Adolfo de la Huerta efectuó la unificación revolucionaria. En 1921 fue elegido diputado federal por el distrito de Morelos para la XXIX Legislatura de México; más tarde fue elegido Presidente Municipal de Jojutla. Murió en esta población el 22 de julio de 1926. En su memoria un pueblo de Morelos lleva su nombre.